# Roddlesworth Reservoirs
Die Roddlesworth Reservoirs sind zwei Stauseen westlich von Darwen in Lancashire, England. Das Upper Roddlesworth Reservoir liegt südlich des Lower Roddlesworth Reservoir, das von diesem nur durch eine 300 m lange begehbare Staumauer an seinem nördlichen Ende getrennt ist. Der River Roddlesworth fließt in das südliche Ende des Upper Roddlesworth Reservoir und verlässt das Lower Roddlesworth Reservoir an dessen Nordseite.
Das Lower Roddlesworth Reservoir wurde zusammen mit dem Rake Brook Reservoir, das sich im Westen an dessen nördlichem Ende anschließt, als Teil eines Verbundes von Stauseen zwischen 1850 und 1857 von Thomas Hawksley gebaut, die der Stadt Liverpool gehörten. Zu dem Verbund gehören auch die Stauseen des Anglezarke Reservoir und Upper Rivington Reservoir und Lower Rivington Reservoir. Die Stauseen sind durch einen The Goit genannten Kanal miteinander verbunden. Zwischen 1867 und 1875 wurde das Upper Roddlesworth Reservoir durch Thomas Duncan and Joseph Jackson gebaut.